# بربریکوم
بربریکوم (یونانی: Βαρβαρικόν)(از یونانی: Βαρβαρικόν، «خارجی»، «بربر») نامی جغرافیایی است که توسط کارشناسان تاریخی و باستان‌شناسی برای اشاره به منطقه وسیعی از سرزمین‌های تحت اشغال بربرها که در دوران روم، فراتر از مرزها یا آن ها قرار داشت، استفاده می‌کردند.  در شمال، مرکز و جنوب شرق اروپا به "سرزمین هایی که خارج از کنترل اداری روم قرار داشتند، اما با این وجود بخشی از جهان روم هستند"به این نام نامیده می شد. در دوران باستان متأخر، این نام لاتین برای مناطق قبیله‌ای که توسط روم اشغال نشده بود و فراتر از رود راین و دانوب  قرار داشت گفته می شد، به نظر می رسد که اولین ذکر ثبت شده این نام مربوط به اوایل قرن سوم باشد.
در ادبیات پژوهشی، واژه‌های «ژرمانیا» که در واقع به معنای مگنا ژمانیا(Magna Germania) است، و «بربریکوم» گاهی اوقات به جای یکدیگر استفاده می‌شوند، اما از نظر زمانی یا جغرافیایی کاملاً یکسان نیستند.منطقه فرارومی که به عنوان بربریکوم توصیف می شود، منحصراً توسط ژرمنی ها ساکن نبود، حتی اگرچه اکثریت جمعیت را تا زمان باستان متأخر آن ها تشکیل می دادند. در دوره مهاجرت، آلان‌ها و هون‌ها نیز پیش از این به این منطقه پیشروی کردند و بعدها (از قرن ششم)، قبایل اسلاو در شرق آلبیس (رودخانه البه) که ژرمنی‌ها عمدتاً آن را ترک کرده بودند، ساکن شدند.
برجسته کردن ارتباطات متنوع فرهنگی، اجتماعی و اقتصادی بین بارباریکوم (آلمانی) و امپراتوری از اوایل دوره امپراتوری مهم است. از نظر باستان شناسی، آثار رومی وارداتی متعددی در میان یافته های منطقه بارباریکوم کشف شده است.[8] تشکیل واحدهای قبیله ای عمده ژرمنی مانند آلمانی و فرانک، از زمان بحران امپراتوری در قرن سوم احتمالاً تحت تأثیر تماس با جهان رومی بوده است. به همین ترتیب، "بربرها" توانستند در ارتش روم شغلی داشته باشند.

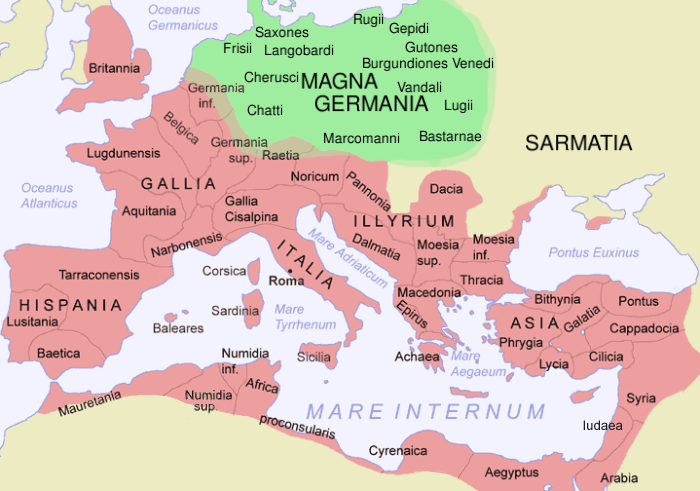
نقشه امپراتوری روم